# Mimatimura
Mimatimura is een kevergeslacht uit de familie van de boktorren (Cerambycidae). De wetenschappelijke naam van het geslacht werd voor het eerst geldig gepubliceerd in 1939 door Breuning.

## Soorten
Mimatimura omvat de volgende soorten:
- Mimatimura rufescens Breuning, 1939
- Mimatimura subferruginea (Gressitt, 1951)